# Elba

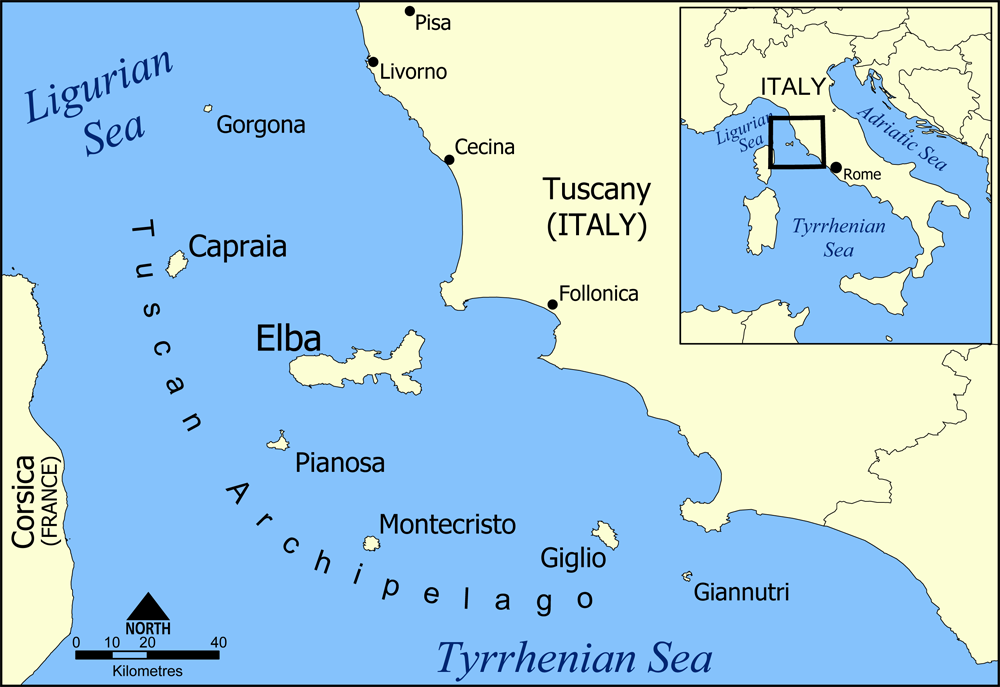
Elba och den toskanska skärgården

Elba (italienska: Isola d'Elba), under antiken känd som Ilva, är en 223 km² stor ö, cirka 10 kilometer utanför Toscana i västra Italien.
Ön är indelad i sju kommuner som alla tillhör provinsen Livorno. Den största kommunen är Portoferraio och de övriga är Campo nell'Elba, Capoliveri, Marciana, Marciana Marina, Porto Azzurro och Rio, vilka tillsammans har ett invånarantal på omkring 30 000 personer. Ön är mycket populär under sommarmånaderna då den drar till sig många besökare.
Elba, tillsammans med de övriga öarna i den toskanska arkiepelagen (Pianosa, Capraia, Gorgona, Montecristo, Giglio och Giannutri) är en del av nationalparken Parco Nazionale dell'Arcipelago Toscano.

## Historia
Ön är känd för att ha varit den franske kejsaren Napoleon I:s exilort mellan den 3 maj 1814 och den 26 februari 1815. Napoleon var formellt sett härskare på Elba, men ön patrullerades av den brittiska flottan. Napoleon utförde en rad ekonomiska och sociala reformer under sin tid på Elba. Efter 300 dagar återvände han till Frankrike.
Vid Wienkongressen gavs ön till storhertigdömet Toscana. 1862 blev det en del av det förenade italienska kungadömet.

## Kommunikationer
Elba kan nås från Piombino på fastlandet med tre färjelinjer, Toremar, Blue Navy och Moby Lines.
Det finns en flygplats på ön, Marina di Campo Airport.

## Galleri

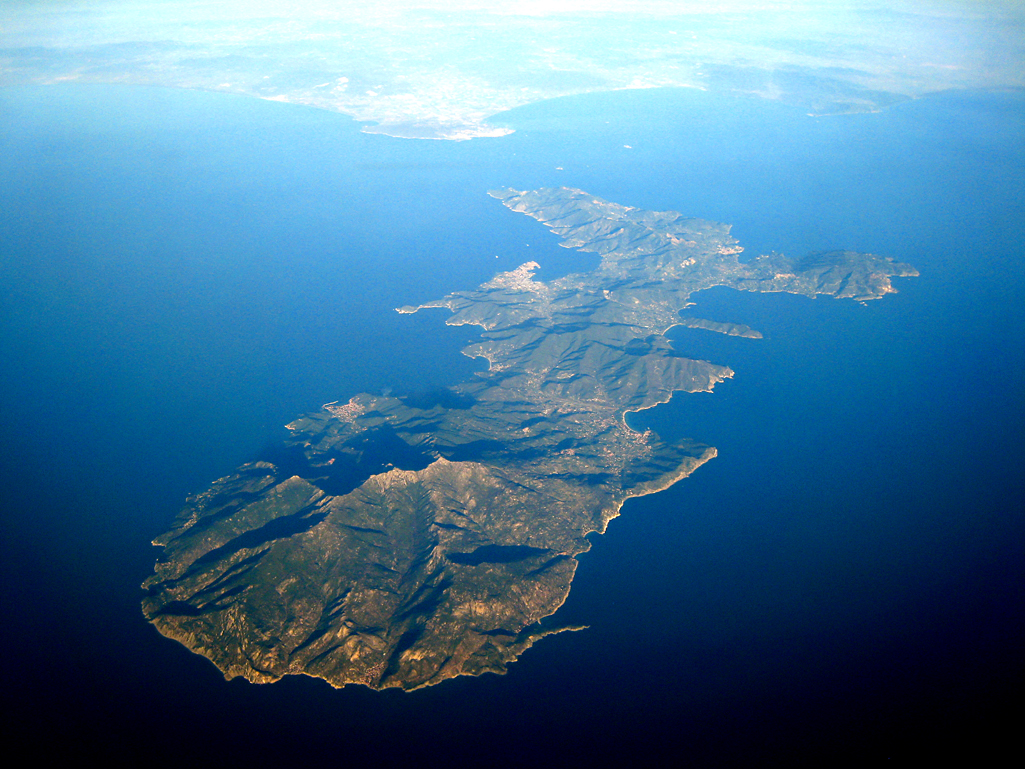
Elba
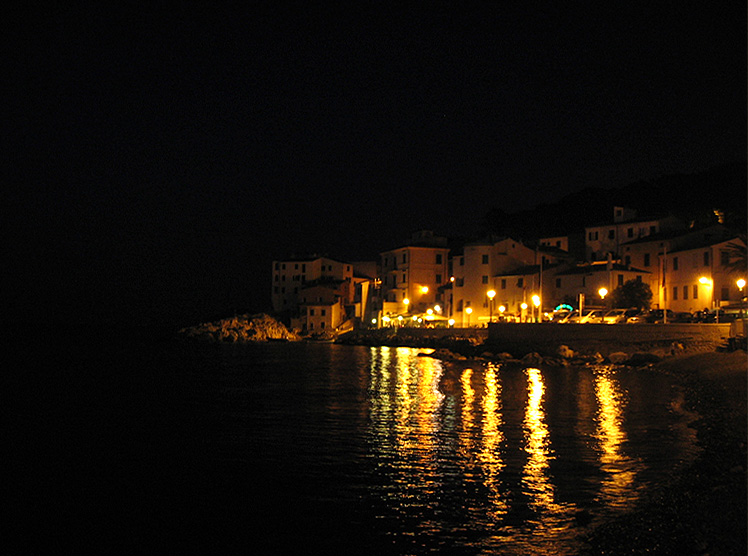
Marciana Marina
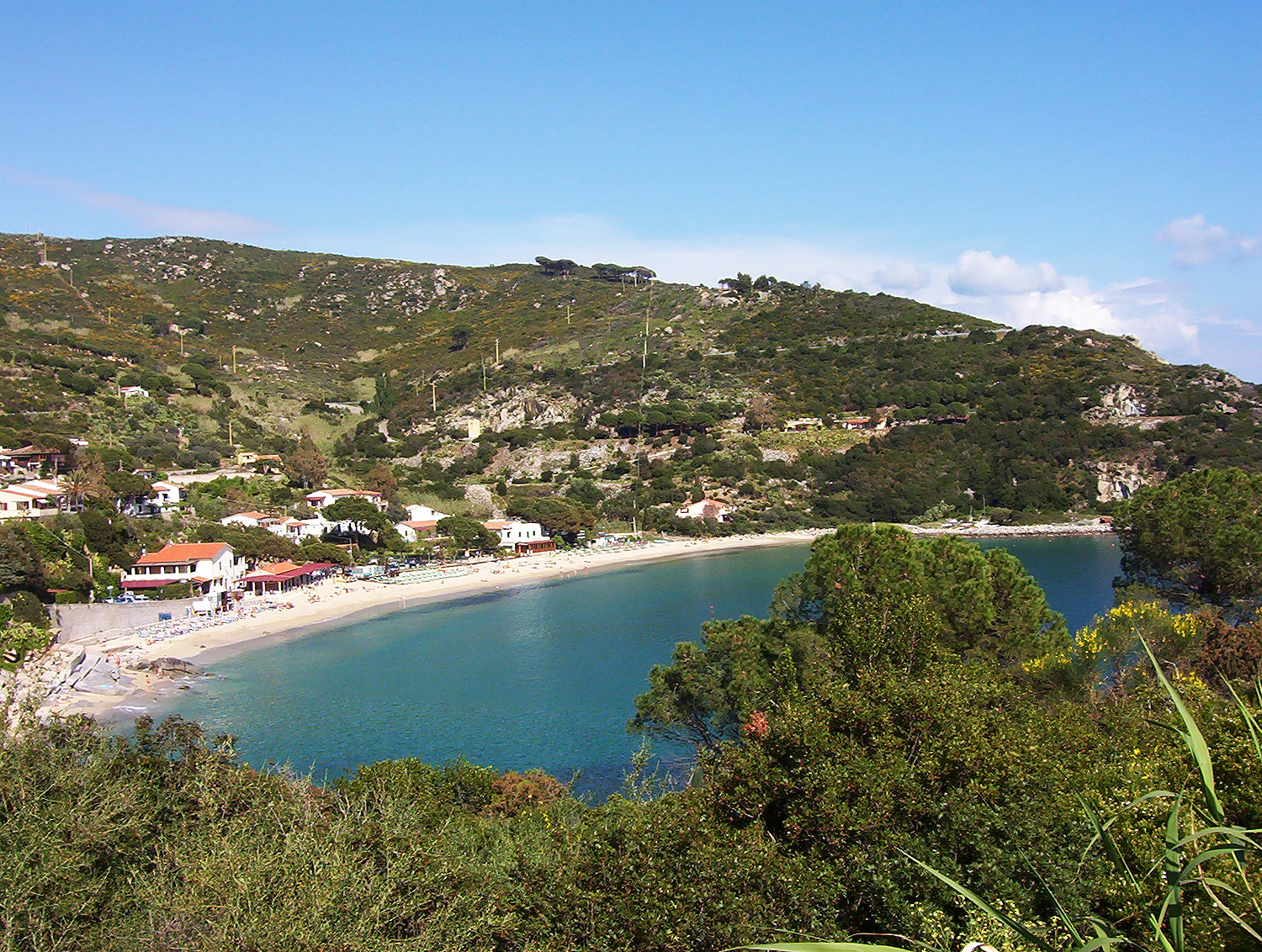
Cavoli
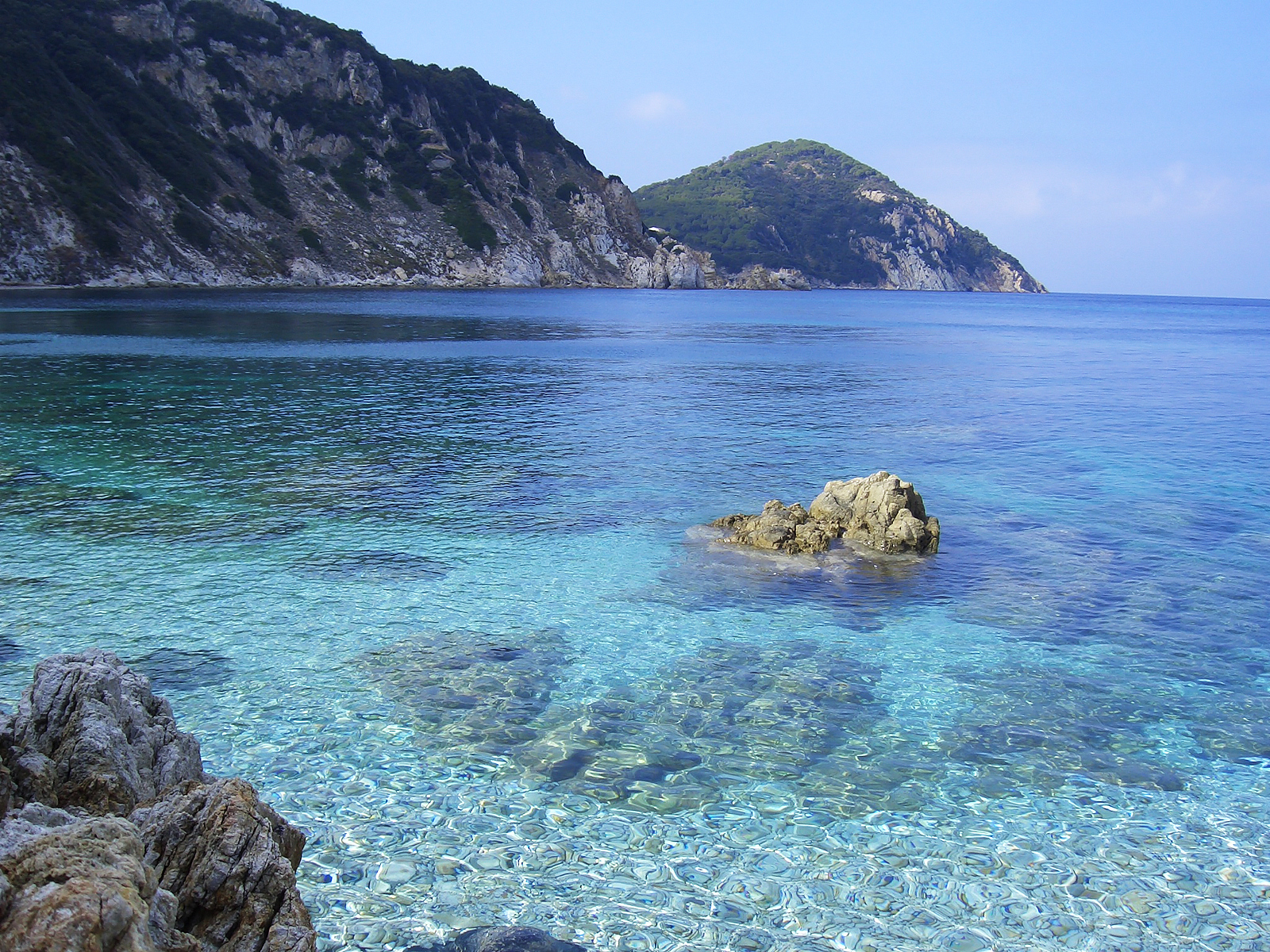
Enfola